# 李善長
李善长（1314年—1390年7月6日），字百室。本名李士元，后避讳明太祖朱元璋而改名。濠州定远（今属安徽）人。明朝開國功臣，曾任中書省丞相。
李善长早年投靠朱元璋，跟随征战。曾担任掌书记、帅府都事、江南行中书省平章、参知政事、吴国左相国，被比肩萧何。明朝建立后，任中书省左丞相，受封韩国公，并位居开国功臣之首。洪武二十三年（1390年），雖擁兩塊免死鐵劵，但其卷入胡惟庸案被指縱容謀反，不在赦免範圍之內，因此仍被朱元璋赐死，并株连三族。

## 生平

### 早年經歷
李善長出生于延祐元年（1314年），从小喜爱读书，有智慧和谋略，通晓法家学说，预计事情大多说中，被乡里推为祭酒。元至正十四年（1354年），朱元璋經略滁阳（今安徽滁州）時，經丁德興引薦隨之起義，留为掌书记（軍政機要秘書）。朱元璋曾问李善长：“天下之乱什么时候才能平定呢？”他回答说：“秦末战乱之时，汉高祖从普通百姓中崛起。他生性豁达大度，知人善任，不胡乱杀人，五年成就了帝王的基业。现在元朝纲常已经混乱，国家四分五裂。倘若上位效法汉高祖，天下便可轻易平定！”朱元璋称赞他言之有理，此后参预机谋，负责后勤供应，甚得朱元璋信任。
朱元璋威名日益显著，诸将前来投靠的，李善长考察他们的才能，禀告给朱元璋。李善長又替朱元璋对投诚者表达诚挚情意，使他们能够安心。有人因为某些事情相互意见不合，产生矛盾，李善长便想方设法从中调解。郭子兴因听信流言而怀疑朱元璋，逐渐剥夺他的兵权。又想从朱元璋身边把李善长夺过来辅佐自己，李善长坚决谢绝。朱元璋在和阳驻军时，亲自率军前去进攻鸡笼山寨，只留少量兵力帮助李善长留守。元军将领得知后，前来偷袭和阳，李善长佈设伏兵打败了元军，朱元璋认为他是能臣。

### 随军征战
朱元璋获得巢湖水师后，李善长极力赞成渡江。攻克采石后，朱元璋率军直趋太平，李善长事先写下榜文，严禁士兵违反军纪。攻占太平后，李善长马上张贴榜文，军中秩序井然。朱元璋为太平兴国翼大元帅时，任命李善长为帅府都事。不久随军攻克集庆路。在将要进攻镇江时，朱元璋担心诸将约束不了部下，便佯装发怒，要惩罚他们，经李善长力救，此事才得以解决。镇江攻下之后，百姓都不知道有军队到来。朱元璋为江南行中书省平章，以李善长为参议。当时宋思颜、李梦庚、郭景祥等都为幕僚，但军机进退和赏罚章程多由李善长决定。朱元璋改枢密院为大都督府，命李善长兼领府司马，晋升为行省参知政事。
至正二十四年（1364年），朱元璋自立为吴王，以李善长为右相国。李善长曾请求专卖两淮之盐，设立茶法，都是在再三斟酌元朝制度、去其弊端之后提出来的。恢復製钱法，开矿冶铁，制定鱼税，国家财富日益增长，百姓也不再贫困。吴元年（1367年）九月，朱元璋论平吴之功，封李善长为宣国公、左相国。朱元璋渡江时，经常使用严刑峻法。有一天，他对李善长说：“法有连坐三条，不是太过分了吗？”李善长因此请求除大逆之罪外，全部免去连坐之罪。朱元璋于是命令他与御史中丞刘伯温等裁定律令，颁示朝中内外。

### 明朝建国后
朱元璋称帝后，追封自己祖先及册立后妃、太子、诸王，都由李善长担任大礼使。朱元璋设置东宫官属，以李善长兼太子少师，授为银青荣禄大夫、上柱国，参与决定国家大政，其他仍然如故。不久，率礼官制定郊社宗庙之礼。李善长请求按照元朝制度，由皇太子兼任中书令，但未被朱元璋批准。朱元璋巡视开封时，由李善长留守，一切事情李善长都可以不经请示灵活处理。不久，李善长上奏确定六部官制，商议官民丧服及朝贺东宫礼议，奉命监修《元史》，编写《太祖训录》、《大明集礼》等书。确定天下山川神癨封号，封立诸王，爵赏功臣，事无巨细，朱元璋都委托李善长与诸儒臣商议执行。
洪武三年（1370年），朱元璋册封功臣，说：“李善长虽无輝煌戰功，但跟随我多年，供给军粮後勤，功劳很大，应当晋封大国。”于是授他为开国辅运推诚守正文臣、特进光禄大夫、左柱国、太师、中书省左丞相，封为韩国公，年禄四千石，子孙世袭。并授予丹書鐵券，免除李善长二死，其子免一死。当时被封公者，李善长位居首位，诏书中将他比作萧何，对他褒奖备至。李善长外表宽厚温和，却为人善妒，待人苛刻表裡不一。参议李饮冰、杨希圣，只是稍微冒犯了他的权威，李善长马上将其罪上奏朱元璋，黜免二人。李善长与刘基争论法令，以至于辱骂刘基，刘基内心不安，便请求告老还乡。李善长权势地位到了顶点，心里慢慢变得傲慢起来，朱元璋开始对他有所反感。洪武四年（1371年），李善长因病辞官归居，朱元璋赐临濠地若干顷，设置守坟户一百五十家，赐给佃户一千五百家，仪仗士二十家。一年后，李善长病愈，朱元璋便命他负责修建临濠宫殿，将江南富民十四万人迁徙到濠州耕种，让李善长管理他们，留在濠州数年。洪武七年，朱元璋提升李善长之弟李存义为太仆丞，李存义之子李伸、李佑都为群牧所官。
洪武九年（1376年），朱元璋以临安公主下嫁其子李祺，授为驸马都尉。李家受宠显赫，时人极为羡慕。李祺与公主结婚一个月后，御史大夫汪广洋、陈宁上疏说：“李善长恃宠自纵，陛下因病几乎十日不能上朝，他不来问候。驸马都尉李祺也六日不来朝见，召他至殿前，又不认罪，这是对陛下极大的不敬。”李善长因此获罪，被削年禄一千八百石。不久，朱元璋又命李善长与曹国公李文忠一起统领中书省、大都督府、御史台，同议军国大事，监督圜丘之工程。

### 获罪身死
胡惟庸早年任宁国知县，因为李善长的推荐，被擢为太常寺少卿，后升任左丞相，两人因此互相往来。而李善长的弟弟李存义之子李佑，又是胡惟庸的侄女婿。洪武十三年（1380年），胡惟庸案发生，受牵连而处死者甚多，但李善长仍然如故。此时御史中丞空缺，李善长暂时管理御史台事务，多次向朱元璋提出建议。洪武十八年（1385年），有人告发李存义父子实为胡惟庸的党羽，朱元璋下诏免死，将他们安置在崇明，但李善长没有表示感谢，朱元璋因而怀恨在心。
洪武二十三年（1390年），李善长曾想建造府宅，从信国公汤和处借卫士三百人，汤和悄悄告诉朱元璋他所听到的事。四月，应天府有百姓受株连而被发配到边疆，李善长屡次请求赦免其亲戚丁斌等。朱元璋大怒，将丁斌治罪。丁斌以前在胡惟庸家做事，他供出李存义等过去与胡惟庸互相交往的情况。于是朱元璋下令将李存义父子逮捕审讯，他们的供词牵连到李善长，供词上说：“胡惟庸企图谋反，派李存义暗地里劝说李善长。李善长惊叱道：‘你这么说到底为了什么？你们一定要慎重，否则九族都要被灭。’不久，又派李善长的老友杨文裕去劝他说：‘事成之后，当以淮西之地封你为王。’李善长惊骇不已，仍不同意，却又颇为心动。胡惟庸于是亲自去劝说李善长，仍然不同意。过了一段时间后，胡惟庸又派李存义去劝说，李善长叹道：‘我已经老了。我死之后，你们好自为之。’”
有人又告发李善长说：“将军蓝玉率军出塞，到捕鱼儿海时，俘获胡惟庸私通沙漠使者封绩，李善长却匿而不报。”于是，御史竞相上奏弹劾李善长。而李善长的奴仆卢仲谦等，也告发李善长与胡惟庸之间互相贿赠，经常偷偷私语。由此被判定证据确凿，说李善长虽是皇亲国戚，知道有叛逆阴谋却不揭发检举，而是徘徊观望，心怀两端，大逆不道。当时正好有人说将要发生星变会有灾祸发生，占卜的结果是灾祸应当降临在大臣身上。于是，朱元璋便将李善长赐死，将其妻女弟侄等全家七十余人一并处死，株連三族。朱元璋亲自下诏罗列他们的罪状，加在狱辞里面，纂成《昭示奸党三录》，布告天下。李善长之子李祺与公主被迁徙至江浦，李祺在靖难之役因朱棣破城投水而死。李祺之子李芳、李茂，因公主之恩未被牵累判罪。李芳任留守中卫指挥，李茂任旗手卫镇抚，但被取消世袭韩国公的权利。
李善长死后的隔年，虞部郎中王国用上书为之辩冤，认为李善长“谋反”的罪名难以成立，他指出李善长与朱元璋同心协力，出生入死开国平天下，功居勋臣第一，生得封公，死得封王。他的儿子李祺被朱元璋招为驸马，众多的亲戚也纷纷拜官封爵。作为一位人臣，他已安享了万全富贵，其荣誉已臻于极致，绝不会冒险谋反以图侥幸。再者来说，倘若有人说他要图谋不轨，自立为帝，这一罪名或许还能成立；但现在竟说他要襄助胡惟庸谋反，则大谬不然。李善长与胡惟庸只是侄儿、侄女辈的亲家，而与朱元璋却是儿女亲家。不仅两家的亲疏不可同日而语，而且，即使李善长帮助胡惟庸谋反成功，他至多也不过仍是个“勋臣第一”罢了，其地位绝对不会比他在朱元璋手下更高。王国用的这些话说的句句在理，连朱元璋也被驳得哑口无言，不再罪责王国用。崇祯十七年（1644年），明安宗追谥其为“襄愍”。

## 延伸阅读
[在维基数据编辑]
 《國朝獻徵錄·卷之十一》，出自焦竑《國朝獻徵錄》
 《明史卷一百二十七》，出自《明史》